# Nowa Rola
Nowa Rola – wieś w Polsce położona w województwie lubuskim, w powiecie żarskim, w gminie Tuplice.
W latach 1975–1998 miejscowość administracyjnie należała do województwa zielonogórskiego.
Przez wieś przepływa rzeka Tymnica.
We wsi był przystanek kolejowy Nowa Rola.

## Zabytki
Do wojewódzkiego rejestru zabytków wpisany jest:
- kościół ewangelicki, obecnie rzymskokatolicki filialny pod wezwaniem NMP Królowej Polski, neoklasycystyczny z 1867 roku:
  - ogrodzenie, z połowy XVIII wieku
  - lamus, z połowy XVIII wieku.